# Czernidłówka zasnówkowata
Czernidłówka zasnówkowata, czernidłak zasnówkowaty (Coprinopsis cortinata (J.E. Lange) Gminder) – gatunek grzybów należący do rodziny kruchaweczkowatych (Psathyrellaceae).

## Systematyka
Pozycja w klasyfikacji według Index Fungorum: Coprinopsis, Psathyrellaceae, Agaricales, Agaricomycetidae, Agaricomycetes, Agaricomycotina, Basidiomycota, Fungi.
Po raz pierwszy opisał go w 1915 r. Jakob Emanuel Lange, nadając mu nazwę Coprinus cortinatus. Badania z zakresu filogenetyki molekularnej wykazały, że rodzaj Coprinus nie był taksonem monofiletycznym i należy go rozbić na rodzaje. W 2010 r. Andreas Gminder przeniósł Coprinus cortinatus do rodzaju Coprinopsis. W 2003 r. Władysław Wojewoda zarekomendował polską nazwę czernidłak zasnówkowaty dla synonimu Coprinus cortinatus, w 2025 r. Komisja ds. Polskiego Nazewnictwa Grzybów przy Polskim Towarzystwie Mykologicznym dla rodzaju Coprinopsis zarekomendowała polską nazwę „czernidłówka”.

## Morfologia
Kapelusz
Początkowo kulisty, prawie kulisty do elipsoidalnego, o wysokości do 6 mm i szerokości do 5 mm, potem wypukły lub płaski, o średnicy do 15 mm z lekko odgiętym brzegiem. Powierzchnia całkowicie pokryta pudrowobiałą osłoną, często na środku kapelusza kremową do jasnoochrowej, na brzegu, szczególnie we wczesnych stadiach, nieco bardziej włochato-kłaczkowaty. Osłona z czasem szarzeje.
Trzon
O wysokości do 40 mm i średnicy 0,5–1 mm, zwężający się ku górze, u podstawy o szerokości do 1,5 mm. Powierzchnia biała, nieco bezbarwna; u podstawy często brązowawa, z białymi kłaczkami będącymi resztkami osłony.
Miąższ
Bez zapachu.
Cechy mikroskopowe
Bazydiospory 6,2–9,7 × 4,3–6 μm, Q = 1,3–1,7, elipsoidalne, czasami lekko migdałowate, ciemnoczerwonobrązowe, z centralną porą rostkową. Podstawki 15–26 × 7–8 μm, 4-zarodnikowe, otoczone 3-5 nibywstawkami. Cheilocystyd brak, ale gdzieniegdzie występują bazydiole, czasami do blaszek przywierają resztki osłony. Pleurocystyd brak. Osłona składa się z bezbarwnych do lekko żółtawych, gładkich do ziarnistych strzępek o szerokości do 50 µm i kulistych elementów zmieszanych z kilkoma elementami przypominającymi strzępki. Obecne sprzążki.

## Występowanie
Podano stanowiska głównie w Europie, poza nią pojedyncze w Ameryce Północnej i na wyspach Oceanu Indyjskiego. W Polsce w 2003 roku Władysław Wojewoda przytoczył 5 stanowisk, w późniejszych latach podano wiele następnych. W internetowym atlasie grzybów znajduje się na liście gatunków zagrożonych i wartych objęcia ochroną.
Saprotrof. Owocniki pojedynczo lub w małych grupach; na gołej glebie lub wśród mchów i w trawie, w większości przypadków pod krzewami lub drzewami.